# Marihat Tanjung
Marihat Tanjung is een bestuurslaag in het regentschap Simalungun van de provincie Noord-Sumatra, Indonesië. Marihat Tanjung telt 3248 inwoners (volkstelling 2010).